# Diana Morant
Diana Morant Ripoll, née le 25 juin 1980 à Gandia (Communauté valencienne), est une femme politique espagnole, membre du Parti socialiste ouvrier espagnol (PSOE). Elle est ministre de la Science depuis 2021.
Elle est élue au conseil municipal de Gandia en 2011 et passe quatre ans dans l'opposition. Elle devient maire de la ville en 2015 et obtient un deuxième mandat en 2019.
À l'occasion d'un remaniement ministériel orchestré en juillet 2021, elle est nommée ministre de la Science par Pedro Sánchez. Elle démissionne en conséquence de la mairie de Gandia. Elle est confirmée dans ses fonctions ministérielles en novembre 2023. Elle accède peu après au secrétariat général du PSOE de la Communauté valencienne.

## Formation et vie professionnelle
Diana Morant Ripoll naît le 25 juin 1980 à Gandia, dans la province de Valence.
Elle obtient une licence en génie des télécommunications à l'université polytechnique de Valence en 2007, ayant accompli son stage de fin d'études au sein de l'entreprise Fermax Electrónica SAE. Elle suit en 2008 une formation en infrastructures communes des télécommunications au sein de l'ordre des ingénieurs des télécommunications de la Communauté valencienne.
Elle commence à travailler en mai de cette même année, comme ingénieure en développement chez Alhena Ingeniería, où elle reste jusqu'en février 2011. Elle passe en 2009 un certificat d'aptitude pédagogique (CAP) à l'université polytechnique en 2009.

## Élue municipale de Gandia

### Conseillère municipale d'opposition
Diana Morant se lance en politique à l'occasion des élections municipales du 22 mai 2011, occupant la quatrième place sur la liste du Parti socialiste ouvrier espagnol (PSOE) à Gandia. En raison de la victoire du Parti populaire (PP), elle siège dans l'opposition au maire Arturo Torró (es). Après que la tête de liste de 2011 José Manuel Orengo a renoncé à ce poste, elle est élue secrétaire générale de la section socialiste de la ville par 126 voix pour et 38 bulletins blancs le 15 juin 2014.

### Maire de la ville
Dans la perspective des élections municipales du 24 mai 2015, Diana Morant est investie tête de liste du Parti socialiste à Gandia, le scrutin marquant un important renouvellement générationnel parmi les chefs de file municipaux du parti dans la province de Valence.
À l'issue du scrutin, elle arrive en seconde position avec sept conseillers municipaux sur vingt-cinq, mais le PP n'en remporte que douze. Le 13 juin 2015, elle est élue maire de Gandia par treize voix favorables, bénéficiant du soutien de la coalition de gauche Més Gandía et de Ciudadanos. Elle est en parallèle nommée déléguée aux Intercommunalités et au Municipalisme de la députation provinciale de Valence, poste dont elle démissionne en 2017 afin de se concentrer sur la gestion municipale.
Elle est réélue en avril 2018 secrétaire générale du PSOE de Gandia, puis elle est portée le mois suivant à la présidence du comité national du Parti socialiste du Pays valencien-PSOE (PSPV-PSOE), qui constitue le plus important organe de décision de la fédération valencienne du Parti socialiste entre deux congrès, avec le soutien unanime des membres de cette instance. Elle est proclamée cinq mois plus tard candidate à sa propre succession, étant la seule militante à avoir postulé au sein de la section socialiste.
Lors des élections municipales du 26 mai 2019, la liste socialiste qu'elle conduit de nouveau vire en tête en gagnant 2 400 suffrages supplémentaires, passant de sept à onze élus, soit deux de moins que la majorité absolue. L'alliance Més Gandía perd un de ses cinq sièges, ce qui assure une solide majorité de gauche au conseil municipal. Elle est ainsi réélue par les conseillers municpaux le 15 juin suivant avec 15 voix en sa faveur, le résultat le plus élevé pour la désignation du maire dans cette commune.
Elle démissionne lors d'une séance extraordinaire du conseil municipal convoquée le 11 juillet 2021 en raison de sa prochaine entrée au gouvernement espagnol. Elle cède ses fonctions de maire à José Manuel Prieto, jusqu'ici conseiller délégué à l'Administration interne et à la Coordination administrative et porte-parole de l'exécutif municipal, élu comme elle avec le soutien des socialistes et de nationalistes de gauche.

## Ministre de la Science
Le 10 juillet 2021, Pedro Sánchez annonce un important remaniement ministériel à l'occasion duquel Diana Morant est nommée ministre de la Science et de l'Innovation en remplacement de Pedro Duque. Elle est assermentée deux jours plus tard au palais de la Zarzuela devant le roi Felipe VI et évoque dans sa promesse de garder le secret des délibérations du « Consejo de Ministros y Ministras » à l'instar de plusieurs de ses collègues, alors que la formule consacrée évoque uniquement le « Consejo de Ministros » (en français : « conseil des ministres »).
Pedro Sánchez annonce le 20 novembre 2023 qu'elle est reconduite dans son troisième gouvernement et qu'elle récupère les compétences relatives à l'enseignement supérieur, qui relevaient depuis 2020 d'un ministère distinct. Avec l'ensemble de ses collègues, elle prête serment et entre en fonction le 21 novembre, au palais de la Zarzuela devant le roi Felipe VI.

## Secrétaire générale du PSOE valencien
Après que Ximo Puig a annoncé le 16 décembre 2023 son prochain retrait du secrétariat général du Parti socialiste du Pays valencien-PSOE et la convocation d'un congrès extraordinaire, Diana Morant est perçue comme une candidate sérieuse à sa succession, bénéficiant du soutien du sortant et de la direction nationale. Sa potentielle candidature est cependant critiquée par les opposants internes de Puig, le secrétaire général du PSOE de la province de Valence, Carlos Fernández Bielsa, et celui de la province d'Alicante, Alejandro Soler, qui disposent du soutien de l'ancien secrétaire à l'Organisation, José Luis Ábalos.
Elle présente formellement sa candidature le 29 janvier lors d'un meeting à Gandia, commune dont elle était maire avant d'entrer au gouvernement. Le lendemain, à l'issue d'une réunion au siège national du PSOE à Madrid, Carlos Fernández Bielsa et Alejandro Soler renoncent à se présenter et acceptent de soutenir la candidature de Diana Morant. Elle est proclamée candidate unique le 7 février, après avoir réuni plus de 8 000 parrainages de militants. Le 23 mars, lors du premier jour du congrès extraordinaire, elle est effectivement désignée secrétaire générale du PSPV-PSOE.
Candidate à un nouveau mandat dans le cadre du XVe congrès régional, convoqué du 31 janvier au 2 février 2025, elle est proclamée secrétaire générale faute de concurrent le 17 décembre 2024. Sa désignation est ratifiée le 1er février 2015 par les délégués des adhérents au congrès. La liste qu'elle propose pour la commission exécutive est approuvée le 2 février par 81 % de votes favorables, soit presque un point de plus que pour lors du congrès précédent.